# 에너미 라인 (1997년 영화)
《에너미 라인》(Behind Enemy Lines)은 미국에서 제작된 마크 그리피스 감독의 1997년 영화이다. 토마스 이안 그리피스 등이 주연으로 출연하였고 데이비드 빅슬러 등이 제작에 참여하였다.

## 출연

### 주연
- 토마스 이안 그리피스

### 조연
- 크리스 멀키
- 마크 카톤
- 머숀드 리
- 힐러리 매튜스
- 커트니 게인즈
- 모리 스터링
- 애덤 G.

## 기타
- Line PD: 마코 블랙
- 의상: 챈소 코즈버그
- 배역: 릭 몽고메리
- 배역: 댄 파라다
- 배역: J.P. 실즈